# Монте Леоне
Монте Леоне (на италиански Monte Leone) се нарича най-високият връх на Лепонтинските Алпи (3553 м). Той се намира на итало-швейцарската граница в масива Леоне, близо до прохода Симплон, тоест до границата с Пенинските Алпи.
Противно на предположението, че името е свързано с италианската дума за лъв - leone, то всъщност произхожда от старото название Munt d'l'Aiun, тоес „върхът над долината Айоне“. Тази долина днес се нарича Алпе Велия, намира се на изток и е мястото, откъдето върхът се вижда най-внушително. Там се намира неговата почти отвесна 1300-метрова стена. Той е забележителна гледка и от запад, от Симплон, но там не е така стръмен. Върхът се намира в непосредствена близост до други красиви върхове - Хубшхорн и Брайтхорн, с които образуват общ масив. Те го закриват от север и от юг, но това не пречи оттам да се разкрива обширна и красива панорама. От север и запад е покрит с малки ледници.
Монте Леоне не е известен алпинистки обект, въпреки че източната стена предлага такива възможности. Той е по-подходящ за туристите и скиорите. Все пак и той има история. Тя започва през 1850 г., когато група швейцарци правят неуспешен опит за покоряването му. Девет години по-късно Йохан Вайленман го изкачва сам и става първият човек, озовал се на върха. През 1913 г. Марсел Курц осъществява първото зимно изкачване със ски.